# Georges Othily
Pour les articles homonymes, voir Othily.
Georges Othily, né le 7 janvier 1944 à Cayenne (Guyane) et mort le 18 décembre 2017 dans la même ville, est un homme politique français.

## Biographie
Effectuant une partie de sa formation  secondaire à Compiègne, Georges Othily est licencié en droit et administrateur de biens de profession. Il devient président de la Fédération des œuvres laïques en 1973.
Membre du Parti socialiste guyanais (PSG), il est élu conseiller général de la Guyane dans le canton d'Iracoubo en 1979. Il est vice-président de l’établissement public régional de la Guyane à partir de 1980 et en devient le président en 1982, succédant à Jacques Lony, âgé de 76 ans et malade,. L’année suivante, cette entité devient le conseil régional de la Guyane, dont Georges Othily reste le président jusqu’en 1992, année où il est battu par Antoine Karam. Il rejoint ensuite les Forces démocratiques de Guyane (FDG), puis La Gauche moderne (LGM).
Il est élu sénateur de la Guyane le 24 septembre 1989, puis réélu le 27 septembre 1998 au premier tour de scrutin. Le 21 septembre 2008, il n'est pas réélu, malgré l'augmentation de la représentation guyanaise au Sénat. Ayant effectué plus de 18 ans de mandat, il est élevé à la dignité de sénateur honoraire.
Georges Othily meurt à 73 ans, des suites d'une longue maladie.

## Détail des mandats et fonctions
- 1979-1985 : conseiller général de la Guyane (canton d'Iracoubo)
- 19XX-2010 : conseiller régional de la Guyane
- 1980-1982 : vice-président de l’établissement public régional de la Guyane
- 1982-1992 : président de l’établissement public régional de la Guyane (1982-1983) puis du conseil régional de la Guyane (1983-1992)
- 1989-2008 : sénateur de la Guyane
- 1995-2001 : maire d'Iracoubo
- 2001-2007 : membre titulaire de la Haute Cour de justice

## Œuvres
- Harmonie d'Ebène (recueil de poèmes), 1965
- La Guyane : les grands problèmes, les solutions possibles Éditions caribéennes, 1984[7]
- 1928 : Tragédie à Cayenne - les émeutes, la mort du docteur Jean, Éditions caribéennes, 1987
- La Guyane une ambition, un avenir, Éditions caribéennes, 1989
- René Jadfard ou l'éclair d'une vie, Éditions caribéennes, 1989
- Histoire d'une loge : la France equinoxiale 1844-1994, Éditions L'Harmattan, 1994
- J'assume tout, Ibis Rouge Éditions, 2005
- Bertène Juminer : une vie, un destin, Éditions L'Harmattan, 2007
- Lettre à Emeraude, 2009

## Décoration
- Chevalier des arts et des lettres